# Юбилейный (Марий Эл)
Юбиле́йный — посёлок в Медведевском районе Республики Марий Эл России. Административный центр и единственный населённый пункт одноимённого сельского поселения. Численность населения — 1150 (2023) человек.

## Географическое положение
Посёлок расположен на 25 километре автомобильной дороги регионального значения Йошкар-Ола — Уржум. Находится в 37 км на северо-восток от пгт Медведево, административного центра района, и в 25 км на северо-восток от города Йошкар-Ола, столицы республики.

## История
Своим основанием посёлок обязан тому, что в 1962 году было принято решение построить здесь, на границе с Советским районом, около совхоза «Алексеевский», птицефабрику «Акашевская». Место было болотистое, заросшее кустарником. Земля была непригодна для выращивания зерновых культур. Своё название птицефабрика и посёлок Акашевский получили от деревни Большое Акашево, расположенной неподалёку (сейчас этот населённый пункт исчез).
Первые жители поселились в благоустроенных домах в конце 1966 года.
В 1972 году, когда отмечались 50-летие со дня образования СССР и 55-я годовщина Октябрьской революции, по решению исполкома Азановского сельсовета, посёлок переименован в Юбилейный.
Птицефабрика и посёлок росли и расширялись. В 1968 году был построен третий двухэтажный дом, в 1970—1971 годах — 4 двухэтажных кирпичных дома. В 1979 году начинается возведение второго микрорайона. В 1980 году заселяется первый дом и открываются ясли-сад на 120 мест, через 4 года — магазин в комплексе с домом быта, затем — фельдшерско-акушерский пункт, здание средней школы на 400 мест, баня и другие учреждения.
В 1992 году Указом Президиума Верховного Совета Марийской АССР был образован Юбилейный сельский совет с административным центром в посёлке Юбилейный.

## Население
| 2010  | 2011  | 2012  | 2013  | 2014  | 2015  | 2016  |
| ----- | ----- | ----- | ----- | ----- | ----- | ----- |
| 1614  | ↗1617 | ↗1621 | ↘1591 | ↗1594 | ↘1567 | ↘1537 |
| 2017  | 2018  | 2019  | 2020  | 2021  | 2023  |       |
| ↘1534 | ↘1522 | ↘1511 | ↘1503 | ↘1192 | ↘1150 |       |

Национальный состав
| № |         | Численность населения, чел. (2011) | % от всего |
| - | ------- | ---------------------------------- | ---------- |
|   | всего   | 1647                               | 100,00 %   |
| 1 | Марийцы | 1023                               | 62,11 %    |
| 2 | Русские | 541                                | 32,85 %    |
|   | другие  | 83                                 | 5,04 %     |

## Экономика

### Промышленность
- ООО «КлубНика».

### Сельское хозяйство
- Птицефабрика «Акашевская».
- Отделение «Маточное» ЗАО «Марийское».

## Культура и образование
- Юбилейная средняя общеобразовательная школа.
- Юбилейный детский сад «Колокольчик».
- Детская школа искусств п. Юбилейный.
- Юбилейный культурно-досуговый центр.
- Библиотека.

## Здравоохранение
- Акашевская амбулатория.